# キルヒドルフ (ニーダーザクセン)
キルヒドルフ (ドイツ語: Kirchdorf) は、ドイツ連邦共和国ニーダーザクセン州ディープホルツ郡のザムトゲマインデ・キルヒドルフに属す町村（以下、本項では便宜上「町」と記述する）である。この町は、ブレーメンの南約 50 km、ズーリンゲンの南約 10 km に位置している。

## 歴史

### 起源と発展
キルヒドルフはアムト・ウフテに属しており、従って初めはホーヤ伯領の支配下にあった。1582年にホーヤ伯家が断絶した後、このアムトはヘッセン＝カッセル方伯領となり、1814年のウィーン会議によりハノーファー王国領となった。キルヒドルフは1885年にズーリンゲン郡に編入された。この郡は1932年にディープホルツ郡と統合され、グラーフシャフト・ディープホルツ郡となった、1974年3月1日にクッペンドルフとシャリングハウゼンがこの町に合併した。

### 地名
この町の古い表記は、1380年頃に Karcktorpe、1405年に Kerckdorpe、1520年に Karcktorpp、1530年に Karcktorpp、1628年に Kerkdorf と記されている。地元の言い伝えに拠れば、この地名は、ホーヤ伯妃の馬車が雪の中で立ち往生し、助けられた後に建立された教会の名前に由来する。この時伯妃は、兄であるミンデン司教のために兵役に就いた兄に会いに行くところであったと伝えられている。この逸話はハインリヒ2世とその妃に関するものである可能性がある。

## 行政

### 議会
キルヒドルフの町議会は13議席で構成される。町長のホルガー・ケーネマンが議長を務める。

### 首長
ホルガー・ケーネマンは、2015年3月5日からキルヒドルフの名誉職の町長を務めている。
過去の町長:
- 1974年 - 1991年: アウグスト・ホールマン
- 1991年 - 2006年: ギュンター・シュプリック
- 2006年 - 2015年: フランツ・ベックマン

### 紋章
図柄: キルヒドルフの紋章は、金色の波帯で斜め上下に二分割されている。上部は青地、下部は赤地である。上部には金色の教会、下部には水を噴出する金色の泉の水盤が描かれている。波帯の中に、斜めに配置された3本の青い犂の刃。

## 文化と見所

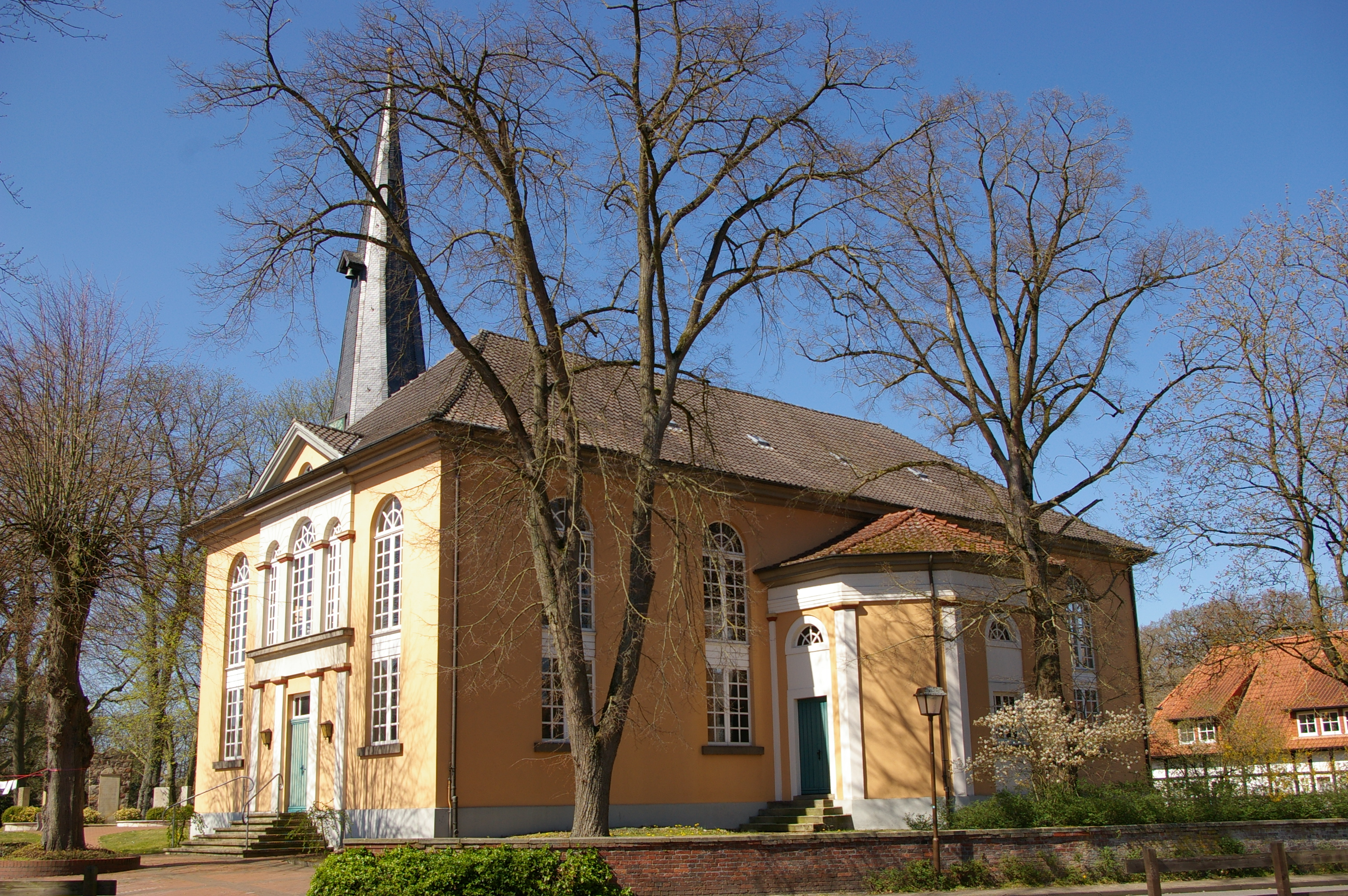
聖ニコライ教会

### 建築
キルヒドルフの文化財リストには5件が登録されている。この中にはキルヒドルフの聖ニコライ教会が含まれている。この教会は、バーレンボルステル、ホルツハウゼン、キルヒドルフ、クッペンドルフ、シャリングハウゼン、ヴォルトリングハウゼンの6つの村の教会活動の中心である。この教会は1831年から1833年に建築マイスターのヘルナーの下で建設された。十字型の平面上に建設された古典主義様式の教会で、誇張がなく簡素なことで、福音主義信仰の核心である「神の言葉」を表現している。講壇は装飾が施された唯一の調度である。塔は14世紀に建設されたもので、ほっそりとした屋根は1805年に設けられた。この教会はグラーフシャフト・ディープホルツ教会クライスの中でも空間上大きな教会で、1200人を収容できる。1964年に徹底的な改修がなされ、ロマネスク様式の洗礼盤も修理がなされた。オルガンは1972年にエミール・ハンマーオルガン製造会社によって建造された。大きい鐘は1500年、2つの小さい鐘は1952年と1953年に造られた。

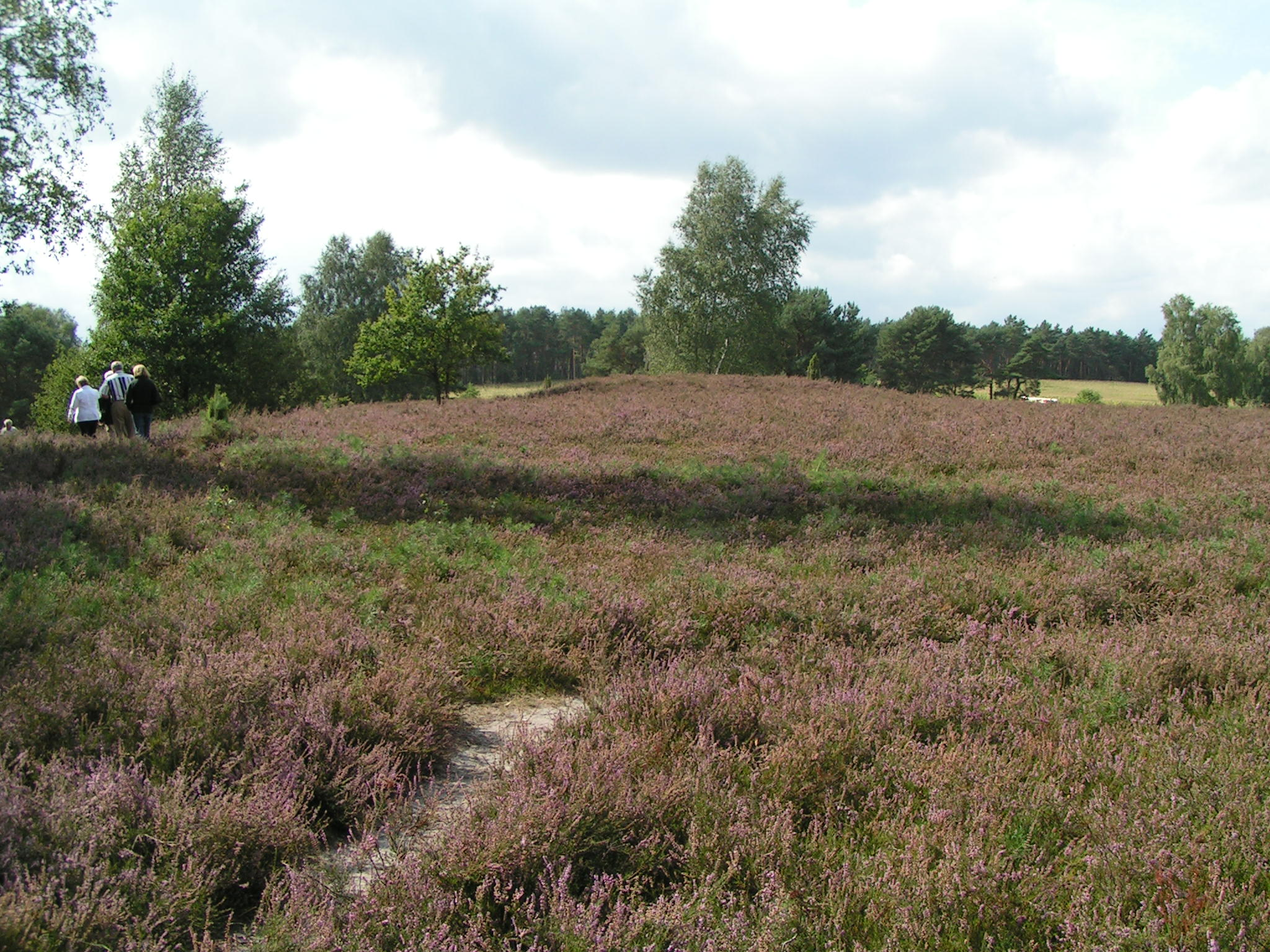
キルヒドルファー・ハイデ

### 緑地、レジャー地、その他
町の南東、クッペンドルファー通りの近くに、連続したハイデ「クッペンドルファー・ハイデ」がある。クッペンドルファー・ハイデの存続は、樹木や藪の過度の繁殖を抑えるモーアシュヌッケ（ヒツジの種類）の群によって保たれている。町の周縁部には多くの高層湿原が見られる。キルヒドルフは、コンテスト「Unser Dorf hat Zukunft」（直訳: 我らの村には未来がある）で、2008年にディープホルツ郡で2位となった。

## 経済と社会資本

### 教育
キルヒドルフには基礎課程学校が1校ある（かつてはバーレンボルステルに分校があった）。ザムトゲマインデの全ての児童はこの基礎課程学校卒業後、オーヴァーシューレ・ヴァレルまたはギムナジウム・ズーリンゲンに進学することができる。